# Guido De Filip
Pour les articles homonymes, voir Filip.
Guido De Filip, né le 21 septembre 1904 à Venise et mort le 27 septembre 1968 dans la même ville, est un rameur d'aviron italien.

## Palmarès

### Jeux olympiques
- Anvers 1920
  -  Médaille d'or en deux barré[1].